# Serraca kuriligena
Serraca kuriligena là một loài bướm đêm trong họ Geometridae.